# EDF Energy
EDF Energy plc est une compagnie de production et de fourniture d'électricité basée à Londres au Royaume-Uni, détenue en totalité par Électricité de France.

## Histoire
L'origine de la fondation d'EDF Energy repose sur l’acquisition par EDF des trois compagnies suivantes :
- London Electricity Board (en) (Grand Londres), en 1998
- SWEB Energy (en) (Angleterre du Sud-Ouest), en 1999
- Seeboard (en) (Angleterre du Sud-Est), en 2002

EDF Energy est constituée en janvier 2002 avec la fusion des trois companies précédemment acquises, de deux centrales électriques au charbon et d'une centrale à cycle combiné à turbine à gaz.
Cette fusion est suivie fin 2008, par l'acquisition de British Energy, compagnie privatisée de production d'énergie nucléaire, faisant d’EDF Energy plc le plus grand producteur et distributeur d'électricité du Royaume-Uni.
Les activités de distribution aux particuliers sont ensuite vendues en 2010,.
En 2018, EDF Energy emploie près de 15 000 personnes et dessert 5,4 millions de clients.

## Activités

### Nucléaire

#### Centrales nucléaires en exploitation transférées de British Energy
EDF Energy est le propriétaire-exploitant des centrales nucléaires civiles en service au Royaume-Uni transférées de British Energy. En février 2022, la capacité installée est d'un peu plus de 6 800 MWe nets, avec 11 réacteurs (10 AGR et 1 REP) répartis sur 5 sites.

#### Nouvelles centrales
EDF Energy lance la construction de la centrale nucléaire d'Hinkley Point C comprenant 2 réacteurs pressurisés européens (EPR) d’une puissance unitaire de 1 600 MWe net et prévoit la construction de la centrale de Sizewell C comprenant aussi 2 réacteurs EPR pour une capacité globale de 3,2 GW.
Pour la construction de ces nouvelles centrales nucléaires au Royaume-Uni, EDF Energy avait créé en 2009 une filiale : NNB Genco Ltd (New Nuclear Build Generation Company Limited). Centrica, qui avait une option sur 20% de cette filiale, s’est retirée en 2013. 
Trois nouvelles filiales anglaises sont ensuite créées concernant la mise en œuvre d’un nouveau partenariat entre EDF et CGN relatif aux réacteurs projetés,:
- en 2015, NNB GENERATION COMPANY (HPC) LIMITED qui remplace NNB GENERATION COMPANY LIMITED, filiale chargée de la construction/exploitation des EPR d’Hinkley Point (2/3 EDF Energy, 1/3 CGN)[16],[17].
- en 2014, NNB GENERATION COMPANY (SZC) LIMITED filiale chargée de la construction/exploitation des EPR de Sizewell (80% EDF Energy, 20% CGN pour la phase développement)[18],[19].
- en 2016, GENERAL NUCLEAR SYSTEM LIMITED[20] (2/3 CGN, 1/3 EDF Energy) qui remplace NNB BRB LTD (Bradwell), pour la certification (GDA[21]) du réacteur chinois Hualong-1 (HPR-1000)[22].

Le 29 novembre 2022, le ministre de l'Économie et de l'Énergie, Grant Shapps, annonce que le Royaume-Uni va investir 700 millions de livres aux côtés d'EDF, chacun prendra provisoirement 50 % du capital du projet en attendant l'arrivée de nouveaux investisseurs et en excluant les partenaires chinois. À terme, les deux parties souhaitent détenir chacune 20 % dans la centrale.

### Éolien
Mi-2018, EDF Energy dispose d'une capacité installée de près de 650 MW (éolien terrestre et en mer).

### Thermique à flamme
Mi-2018, EDF Energy dispose d'une capacité installée de plus de 5 300 MW (charbon et cycle combiné gaz)[réf. nécessaire].
EDF Energy a construit puis mis en service en 2013 la  centrale à cycle combiné de West Burton B (1305 MW) et a l’autorisation pour la construction d’une nouvelle centrale CCGT de 1 800 MW (Sutton Bridge B).
En avril 2021, EDF vend sa centrale West Burton B au fonds d’investissement « EIG Global Partners ». 
Le 31 mars 2023, EDF ferme sa dernière centrale au charbon au Royaume-Uni. 
En 2024, les deux centrales au charbon d'EDF Energy (West Burton A et Cottam Power Station) sont en cours de déconstruction.